# Роман Опалка
Роман Опа̀лка (на полски: Roman Opałka; на френски: Roman Opałka) е полски художник, роден във Франция.
През 1961 г. в студиото си във Варшава той започва да рисува, отброявайки от едно до безкрай. Започвайки от горния ляв ъгъл на платното и приключвайки в долния десен, мъничките числа са в хоризонтални редове. Всяко ново платно, което той нарича 'детайл', продължава 'броенето' там, където предишното е приключило. Всички 'детайли' са с едни и същ размер (196 x 135 см), размерът на вратата в студиото му във Варшава. Всички детайли имат и еднакви заглавия – „1965 / 1 – ∞“; идеята не се осъществява, въпреки че художникът е посветил живота си на нея.
През годините са правени някои промени в ритуала. В първия си детайл Опалка рисува бели цифри на черен фон. През 1968 г. променя фона на сив, 'защото не е нито символичен, нито емоционален цвят', а през 1972 г. решава постепенно да изсветлява този сив фон, прибавяйки един процент бяло с всеки следващ детайл.